# Vrelo Krušnice
Vrelo Krušnice är en källa i Bosnien och Hercegovina.   Den ligger i entiteten Federationen Bosnien och Hercegovina, i den nordvästra delen av landet, 200 km nordväst om huvudstaden Sarajevo. Vrelo Krušnice ligger 212 meter över havet.
Terrängen runt Vrelo Krušnice är kuperad åt sydväst, men åt nordost är den platt. Vrelo Krušnice ligger nere i en dal. Närmaste större samhälle är Bosanska Krupa, 4,4 km norr om Vrelo Krušnice. 
I omgivningarna runt Vrelo Krušnice växer i huvudsak lövfällande lövskog. Runt Vrelo Krušnice är det ganska tätbefolkat, med 93 invånare per kvadratkilometer.